# Ivan Bormolini
Ivan Bormolini (ur. 17 lipca 1972 w Livigno) – włoski narciarz alpejski, dwukrotny medalista mistrzostw świata juniorów.

## Kariera
Po raz pierwszy na arenie międzynarodowej Ivan Bormolini pojawił się w 1990 roku, startując na mistrzostwach świata juniorów w Zinal. Zajął tam 36. miejsce w zjeździe i siódme miejsce w gigancie. Na rozgrywanych rok później mistrzostwach świata juniorów w Geilo zwyciężył w zjeździe, a w kombinacji zajął drugie miejsce. W zawodach tych rozdzielił na podium Szwajcara Bruno Kernena i Austriaka Christiana Mayera.
W zawodach Pucharu Świata zadebiutował 30 października 1993 roku w Sölden, zajmując 13. miejsce w gigancie. Tym samym już w swoim debiucie zdobył pierwsze pucharowe punkty. Najlepszą lokatę w zawodach tego cyklu wywalczył 5 stycznia 1999 roku w Kranjskiej Gorze, zajmując dwunaste miejsce w tej samej konkurencji. Najlepsze wyniki osiągnął w sezonie 1994/1995, kiedy w klasyfikacji generalnej zajął 76. miejsce. Kilkakrotnie startował na mistrzostwach świata, najlepszy wynik osiągając podczas rozgrywanych w 1999 roku mistrzostw świata w Vail, gdzie był dziesiąty w kombinacji. Na rozgrywanych dwa lata wcześniej mistrzostwach świata w Sestriere był jedenasty w tej konkurencji, a giganta ukończył na dwunastej pozycji.

## Osiągnięcia

### Mistrzostwa świata
| Miejsce | Dzień       | Rok  | Miejscowość          | Konkurencja | Czas biegu  | Strata  | Zwycięzca            |
| ------- | ----------- | ---- | -------------------- | ----------- | ----------- | ------- | -------------------- |
| 11.     | 6 lutego    | 1997 | Sestriere            | Kombinacja  | 3:10,40 min | +6,51 s | Kjetil André Aamodt  |
| 12.     | 12 lutego   | 1997 | Sestriere            | Gigant      | 2:48,23 min | +3,91 s | Michael von Grünigen |
| 10.     | 9 lutego    | 1999 | Vail                 | Kombinacja  | 2:43,09 min | +5,18 s | Kjetil André Aamodt  |
| DNF1    | 12 lutego   | 1999 | Vail                 | Gigant      | 2:19,31 min | –       | Lasse Kjus           |
| 25.     | 31 stycznia | 2001 | St. Anton am Arlberg | Supergigant | 1:21,46 min | +2,84 s | Daron Rahlves        |

### Mistrzostwa świata juniorów
| Miejsce | Dzień       | Rok  | Miejscowość | Konkurencja | Czas biegu  | Strata  | Zwycięzca           |
| ------- | ----------- | ---- | ----------- | ----------- | ----------- | ------- | ------------------- |
| 36.     | 21 marca    | 1990 | Zinal       | Zjazd       | 1:19,42 min | +4,48 s | Kjetil André Aamodt |
| 7.      | 24 marca    | 1990 | Zinal       | Gigant      | 2:20,38 min | +2,67 s | Lasse Kjus          |
| 1.      | 11 kwietnia | 1991 | Geilo       | Zjazd       | 1:05,48 min | -       | -                   |
| 4.      | 12 kwietnia | 1991 | Geilo       | Gigant      | 2:04,64 min | +0,13 s | Massimo Zucchelli   |
| 18.     | 14 kwietnia | 1991 | Geilo       | Slalom      | 1:33,29 min | +4,14 s | Casey Puckett       |
| 2.      | 14 kwietnia | 1991 | Geilo       | Kombinacja  | ?           | ?       | Bruno Kernen        |

### Puchar Świata

#### Miejsca w klasyfikacji generalnej
- sezon 1993/1994: 100.
- sezon 1994/1995: 76.
- sezon 1995/1996: 121.
- sezon 1996/1997: 105.
- sezon 1997/1998: 109.
- sezon 1998/1999: 87.
- sezon 1999/2000: 103.
- sezon 2000/2001: 96.

#### Miejsca na podium
Bormolini nie stawał na podium zawodów PŚ.